# VK Chebăr
VK Chebăr är en volleybollklubb från Pazardzjik, Bulgarien. Laget spelar i Superliga sedan säsongen 2017/2018. De har blivit bulgariska mästare två gånger (2020/2021 och 2021/2022) och vunnit bulgariska cupen fyra gånger (2019, 2020, 2022 och 2023).